# اسپرینگ گلن (نیویورک)
اسپرینگ گلن (به انگلیسی: Spring Glen) یک منطقهٔ مسکونی در ایالات متحده آمریکا است که در شهرستان اولستر، نیویورک واقع شده‌است. اسپرینگ گلن ۱۲۱٫۹۲ متر بالاتر از سطح دریا واقع شده‌است.